# 馬克·普萊爾
馬克·普萊爾（英語：Mark Pryor，1963年1月10日—），民主黨的美國阿肯色州前參議員。

## 個人背景
馬克·普萊爾生於阿肯色州的法葉特（Fayetteville）市，父親是曾經擔任州長和參議員的大衛·普萊爾。普萊爾在阿肯色州大學先後取得了法學學士和博士學位，並在1991年至1994年之間擔任阿肯色州的州眾議院議員，他接著在1999年當選阿肯色州的州首席檢察官，並且在2000年的總統選舉裡代表阿肯色州參加民主黨的全國大表大會。普萊爾在2002年擊敗了共和黨現任的Tim Hutchinson而當選參議員，他是那次選舉中民主黨唯一成功擊敗現任共和黨議員的候選人。普萊爾目前也是參議院裡軍事委員會（Armed Services Committee）、國家安全委員會、商業委員會、小型企業委員會、以及風紀委員會的成員。

## 參議員生涯
在2005年5月23日普萊爾與其他13名參議員達成了一項被稱為「14人幫」（Gang of 14）的跨黨派協議，以阻止民主黨繼續使用議事阻撓手段阻止司法官員提名，同時也阻止了共和黨人繼續實行所謂的「核子手段」（以多數派優勢快速通過法案）的僵局。在這個協議之下，參議員們仍會保有對法官提名的議事阻撓權力，但民主黨同意只會在「極端的情況下」才會以此阻撓布希的提名人選，而參與協議的共和黨人則必須反制同僚的核子手段投票。由於這個協議，最後布希對上訴法院所提名的最受爭議的三名法官都被參議院所通過了。
在2006年9月28日普萊爾是少數12名支持了2006年「軍事委員會法」（Military Commissions Act）的民主黨參議員之一，這個法案禁止了以人身保護令為由同時拘押一大群人，同時也限制了執法機關以逼供而得的證詞定罪嫌犯的能力，並且也赦免了在法案通過前那些牽涉到逼供行為的政府官員免受追訴。
普萊爾一般抱持著社會保守主義的立場，但雖然他有時會反對墮胎，他在2006年6月依然投票反對了一項由共和黨主導的禁止燃燒美國國旗的憲法修正案。

## 外部連結
- 參議員馬克·普萊爾官方網站
- 華盛頓郵報記載的投票紀錄

| 前任者： Tim Hutchinson | 美國阿肯色州（第2類）參議員 2003－現在 | 現任 |